# Abbott and Costello Meet the Invisible Man
Abbott and Costello Meet the Invisible Man é um filme de comédia e terror estadunidense de 1951, dirigido por Charles Lamont e estrelado por Bud Abbott e Lou Costello, com roteiro satirizando os filmes d'O Homem Invisível, baseados na obra homônima de H. G. Wells.[carece de fontes?]

## Elenco
- Bud Abbott .... Bud Alexander
- Lou Costello .... Lou Francis
- Arthur Franz .... Tommy Nelson / O Homem Invisível
- Nancy Guild .... Helen Gray
- Adele Jergens .... Boots Marsden
- Sheldon Leonard .... Morgan
- William Frawley .... Detetive Roberts
- Gavin Muir .... Dr. Philip Gray
- Sam Balter .... locutor de rádio
- John Daheim .... Rocky Hanlon
- Paul Maxey .... Dr. James C. Turner
- James Best .... Tommy Nelson (substituto de Franz)